# Singin' in the Rain (canção)

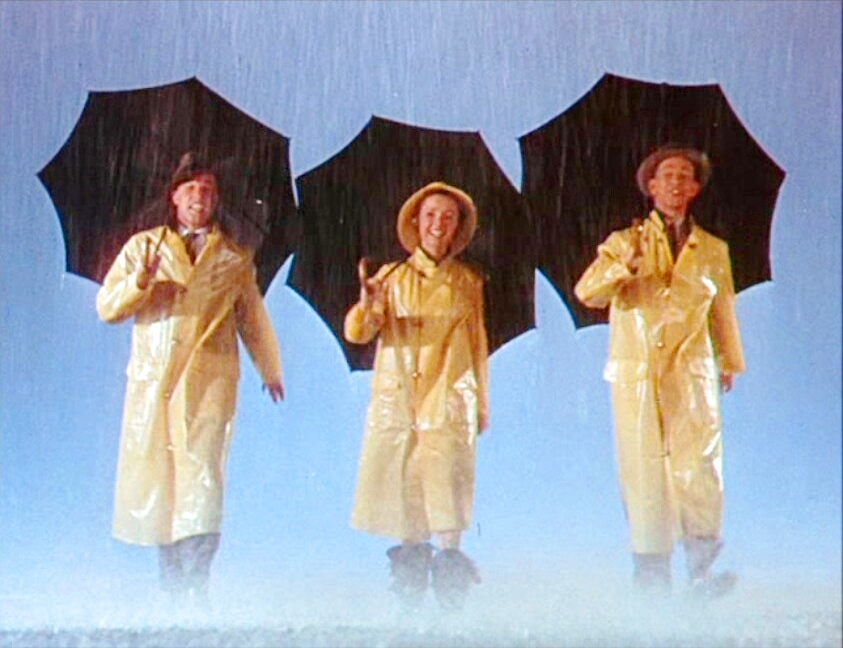

"Singin' in the Rain" é uma canção com letra de Arthur Freed e música de Nacio Herb Brown, publicada em 1929. Não está muito clara a data exata em que foi composta. Alguns alegam que existe desde 1927. 
A canção ocupa a terceira colocação na lista de "100 Anos... 100 Canções", divulgada pelo American Film Institute em 2004.
A canção tornou-se um sucesso e foi regravada por um grande número de intérpretes, destacando Cliff Edwards, que também a cantou no antigo filme musical The Hollywood Revue of 1929. Também foi cantada no cinema por Jimmy Durante, no filme Speak Easily (1932) e por Judy Garland, no filme Little Nellie Kelly (1940).
No entanto, a música é hoje mais conhecida por ter sido a peça central do filme Singin' in the Rain (1952), dirigido por Stanley Donen. A cena em que Gene Kelly dança e canta esta música enquanto pula entre poças d'água em meio a chuva é inesquecível. A canção também é cantada durante os créditos iniciais, por Gene Kelly, Debbie Reynolds e Donald O'Connor,  e já quase ao fim do filme, só por Debbie, quando dubla a música para que a personagem de Jean Hagen finja cantar. 
A canção foi subsequentemente usada por Stanley Kubrick no filme A Clockwork Orange (1971), enquanto a personagem Alex de Malcolm McDowell chuta um homem e estupra uma mulher.